# Baeonectes muticus
Baeonectes muticus là một loài chân đều trong họ Munnopsidae. Loài này được Sars miêu tả khoa học năm 1864.